# Ortueri
Ortueri település Olaszországban, Szardínia régióban, Nuoro megyében. Lakosainak száma 1025 fő (2023. január 1.). Ortueri Austis, Busachi, Samugheo, Sorgono, Ula Tirso és Neoneli községekkel határos.

## Népesség
A település lakossága az elmúlt években az alábbi módon változott:
| Lakosok száma | 1151 | 1135 | 1025 |
|               | 2017 | 2018 | 2023 |